# Escadron de chasse 2/11 Vosges
L'escadron de chasse 2/11 Vosges est une ancienne unité de combat de l'armée de l'air française. Ses avions portaient un code entre 11-MA et 11-MZ.

## Historique

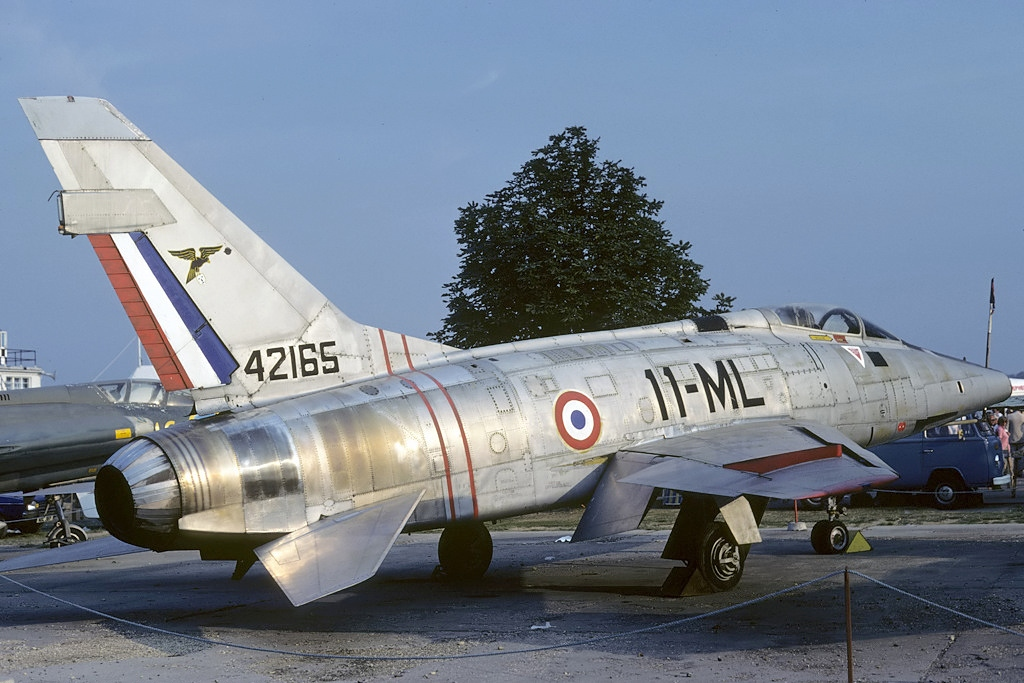
F-100D préservé aux couleurs du 2/11 à Duxford en 1981

L'EC 2/11 Vosges a été créé le 1er novembre 1952. Il est successivement équipé de F-84G Thunderjet et de F-84F Thunderstreak, avant de passer sur North American F-100D/F Super Sabre à la fin des années 1950. Sa mission principale devient alors la frappe nucléaire pré-stratégique, qu'il est le premier escadron français à assurer (à partir de mai 1963). Il reprendra une mission d'attaque conventionnelle en 1967.
L'EC 2/11 Vosges sera le dernier escadron basé en France à voler sur F-100 Super Sabre, avant d'être transformé sur SEPECAT Jaguar en 1977. Il assure alors également l'escorte des raids d'attaque, pour laquelle il est équipé de missiles anti-radar AS-37 Martel, de pods de brouillage CT 51 et de lance-leurres de grande capacité. Comme les autres escadrons de la 11e escadre de chasse, il participe aux déploiements en Afrique.
Lors de la guerre du Golfe (1990-1991), les avions de l'EC 2/11 Vosges participent à la première vague d'attaque aérienne de l'opération Tempête du désert. En 1994, l'escadron hérite d'une escadrille et de la mission de bombardement de précision de l'EC 1/11 Roussillon qui est dissous. La 11e escadre est également dissoute. L'unité participe alors aux opérations de l'OTAN en ex-Yougoslavie, avec notamment des raids sur Pale.
L'EC 2/11 est finalement dissous le 1er juillet 1996.

## Escadrilles
- SPA 97 Fanion aux hermines
- SPA 91 Aigle à tête de mort
- GC III/6 Masque de Comédie (à partir de 1994)

## Bases
- Base aérienne 139 Lahr en Allemagne (1952-1953)
- Base aérienne 116 Luxeuil-Saint Sauveur (1953-1961)
- Base aérienne 136 Bremgarten en Allemagne (1961-1967)
- Base aérienne 136 Toul-Rosières (1967-1996)

## Appareils
- F-84G Thunderjet (1952-1956)
- F-84F Thunderstreak (1956-1958)
- North American F-100D Super Sabre (1958-1977)
- SEPECAT Jaguar (1977-1996)